# Gint
Genre
Gint est un genre de scorpions de la famille des Buthidae.

## Distribution
Les espèces de ce genre se rencontrent en Somalie, en Éthiopie et au Kenya.

## Liste des espèces
Selon The Scorpion Files (20/08/2024) :
- Gint abshiri Kovařík, Elmi & Šťáhlavský, 2024
- Gint amoudensis Kovařík, Lowe, Just, Awale, Elmi & Šťáhlavský, 2018
- Gint banfasae Kovařík & Lowe, 2019
- Gint calviceps (Pocock, 1900)
- Gint childsi Kovařík, 2018
- Gint dabakalo Kovařík & Mazuch, 2015
- Gint derbiae Kovařík, Elmi & Šťáhlavský, 2024
- Gint gaitako Kovařík, Lowe, Plíšková & Šťáhlavský, 2013
- Gint gubanensis Kovařík, Lowe, Just, Awale, Elmi & Šťáhlavský, 2018
- Gint insolitus (Borelli, 1925)
- Gint marialuisae Rossi, 2015
- Gint monicae Rossi, 2015
- Gint puntlandus Kovařík & Mazuch, 2015
- Gint sahil Kovařík, Elmi & Šťáhlavský, 2024

## Systématique et taxinomie
Ce genre a été décrit par Kovařík, Lowe, Plíšková et Šťáhlavský en 2013 dans les Buthidae.

## Étymologie
Le nom provient du nom local amharique, une langue de l'Éthiopie, gint, signifiant « scorpion ».

## Publication originale
- Kovařík, Lowe, Plíšková & Šťáhlavský, 2013 : « A New Scorpion Genus, Gint gen. n., from the Horn of Africa (Scorpiones: Buthidae). » Euscorpius, no 173, p. 1-19 (texte intégral).